# Cosmo Clock 21

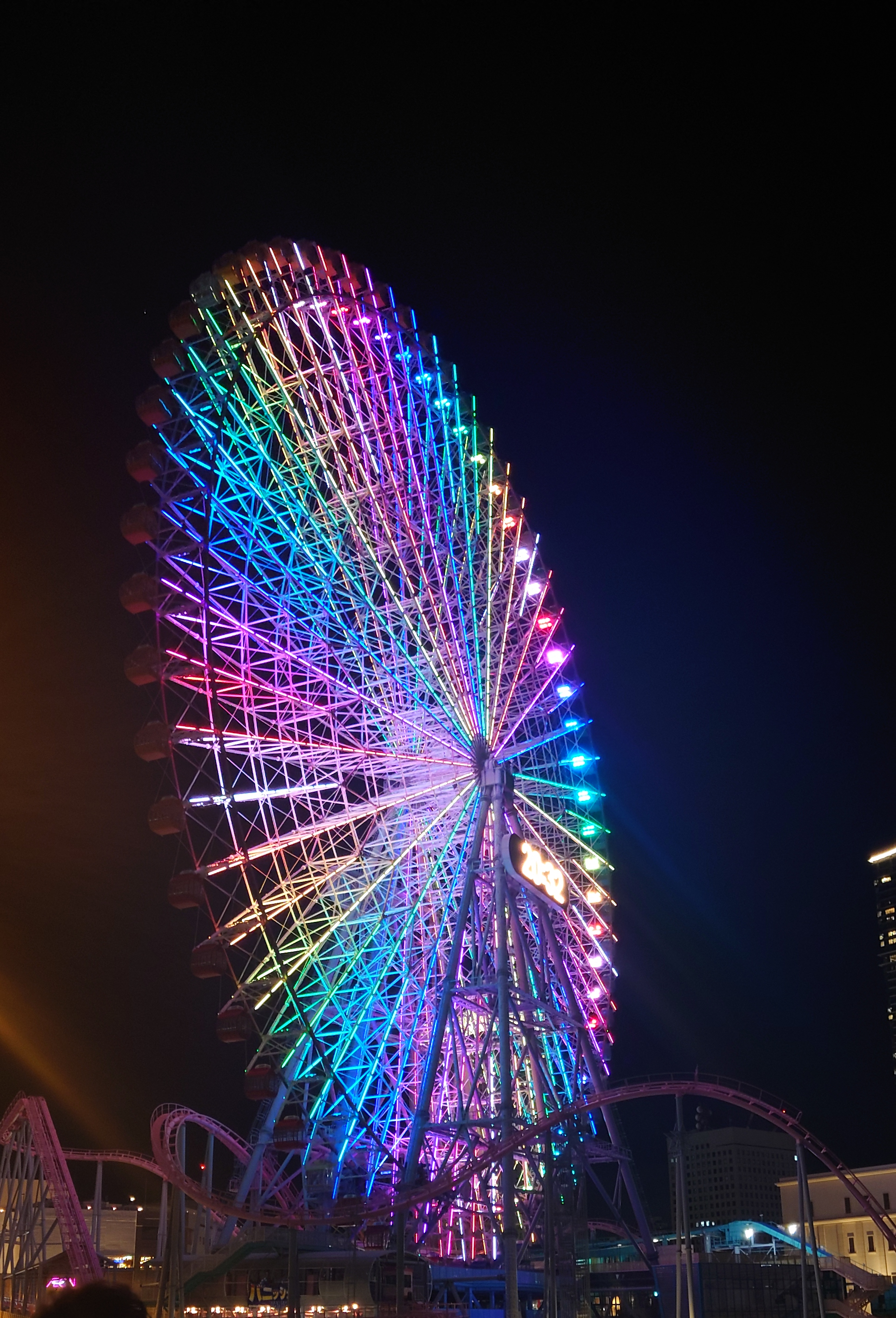
Diabelski młyn Cosmo Clock 21

Cosmo Clock 21 (jap. コスモクロック21) – 112,5-metrowy diabelski młyn z zegarem, znajdujący się w Yokohama Cosmo World, miejskim lunaparku w Minato Mirai 21 w Jokohamie.

## Historia
Diabelski młyn został otwarty na wystawę Yokohama Exotic Showcase '89 (YES'89), która trwała od 25 marca do 1 października 1989 roku. Został on zbudowany jako atrakcja w pawilonie Senyo Kogyo i był częścią „Cosmo World Children's Republic”. W tym czasie diabelski młyn miał 107,5 metra wysokości, co czyniło go największym diabelskim młynem na świecie.
Diabelski młyn został pierwotnie ustawiony w Nippon Maru Memorial Park, na północny zachód od obecnej lokalizacji (naprzeciwko), i miał działać tylko w okresie wystawy, ale ponieważ był najpopularniejszą atrakcją w tym miejscu, został pozostawiony po okresie wystawy i włączony do lunaparku Yokohama Cosmo World.
Jednak wraz ze znacznym rozwojem obszaru Minato Mirai i budową Queen's Square Yokohama, skupioną wokół diabelskiego młyna, przestał on działać w 1998 roku i został przeniesiony do obecnej lokalizacji, gdzie działa od 1999 roku. Wraz z relokacją, koło młyna zostało również umieszczone na wyższej podstawie, zwiększając całkowitą wysokość młyna do 112,5 metra.
W latach 2015-2016 wyświetlacz zegara i oświetlenie zostały zastąpione kolorowymi diodami LED, co było pierwszą poważną renowacją od 1999 roku.

## Galeria

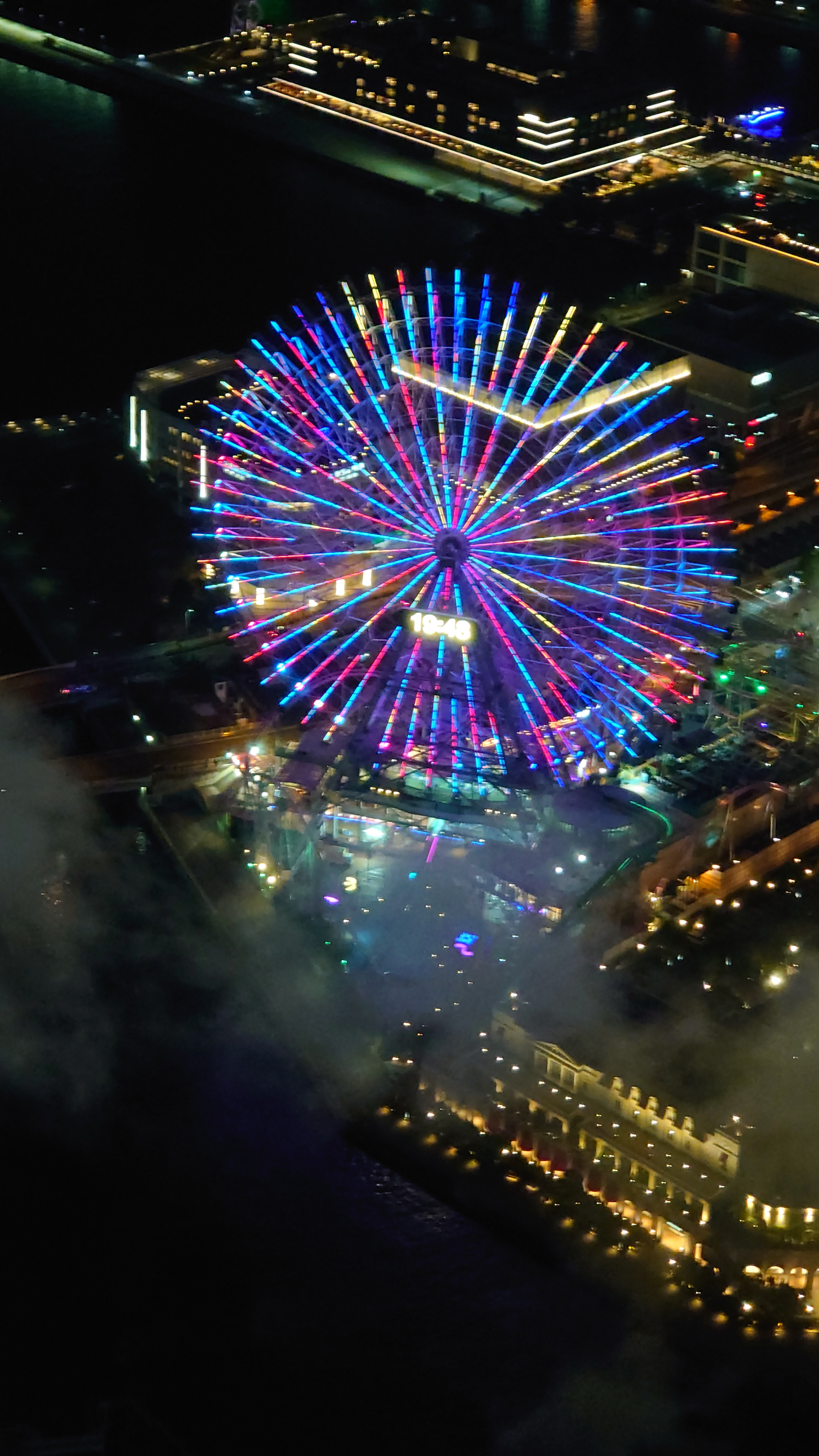
Zdjęcie wykonane z budynku Landmark Tower
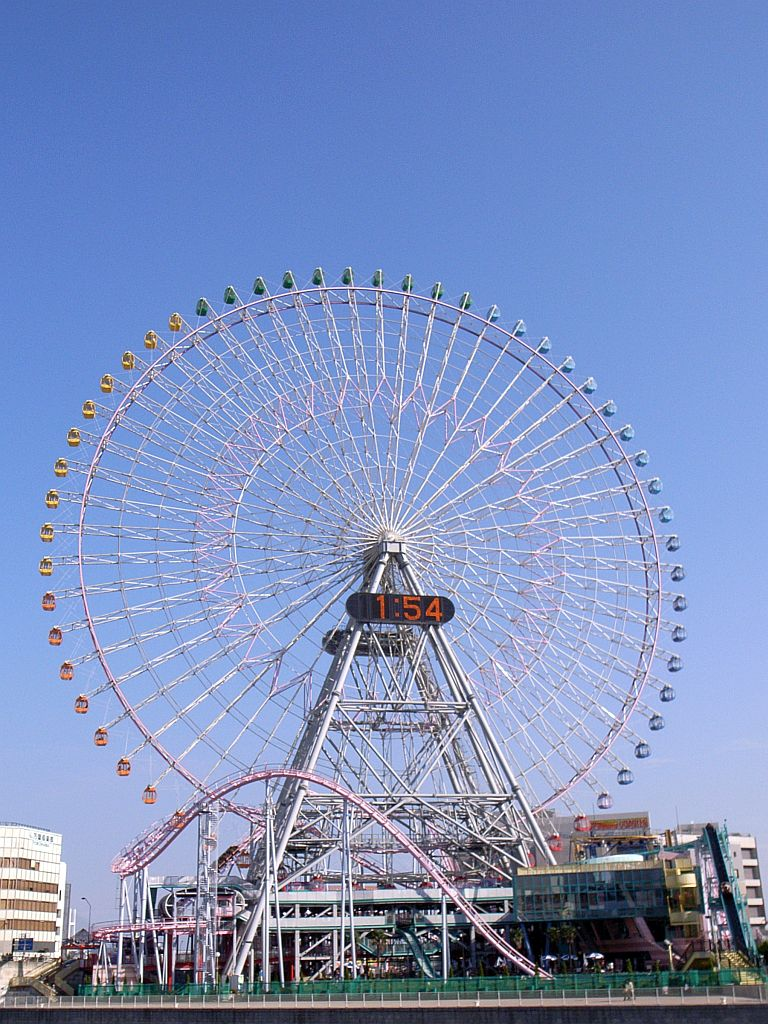
Cosmo Clock 21
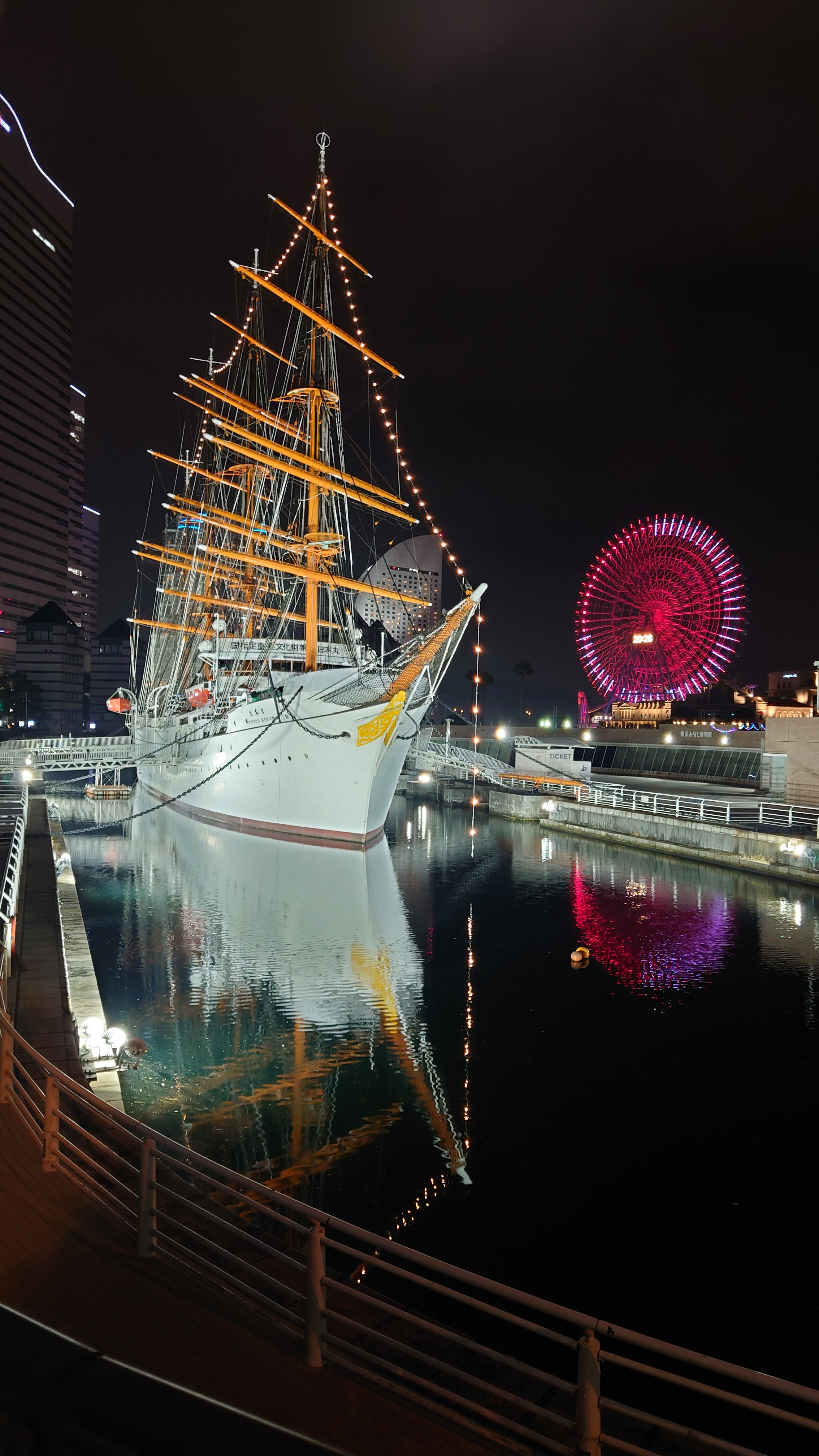
Cosmo Clock 21 w tle żaglowca Nippon Maru
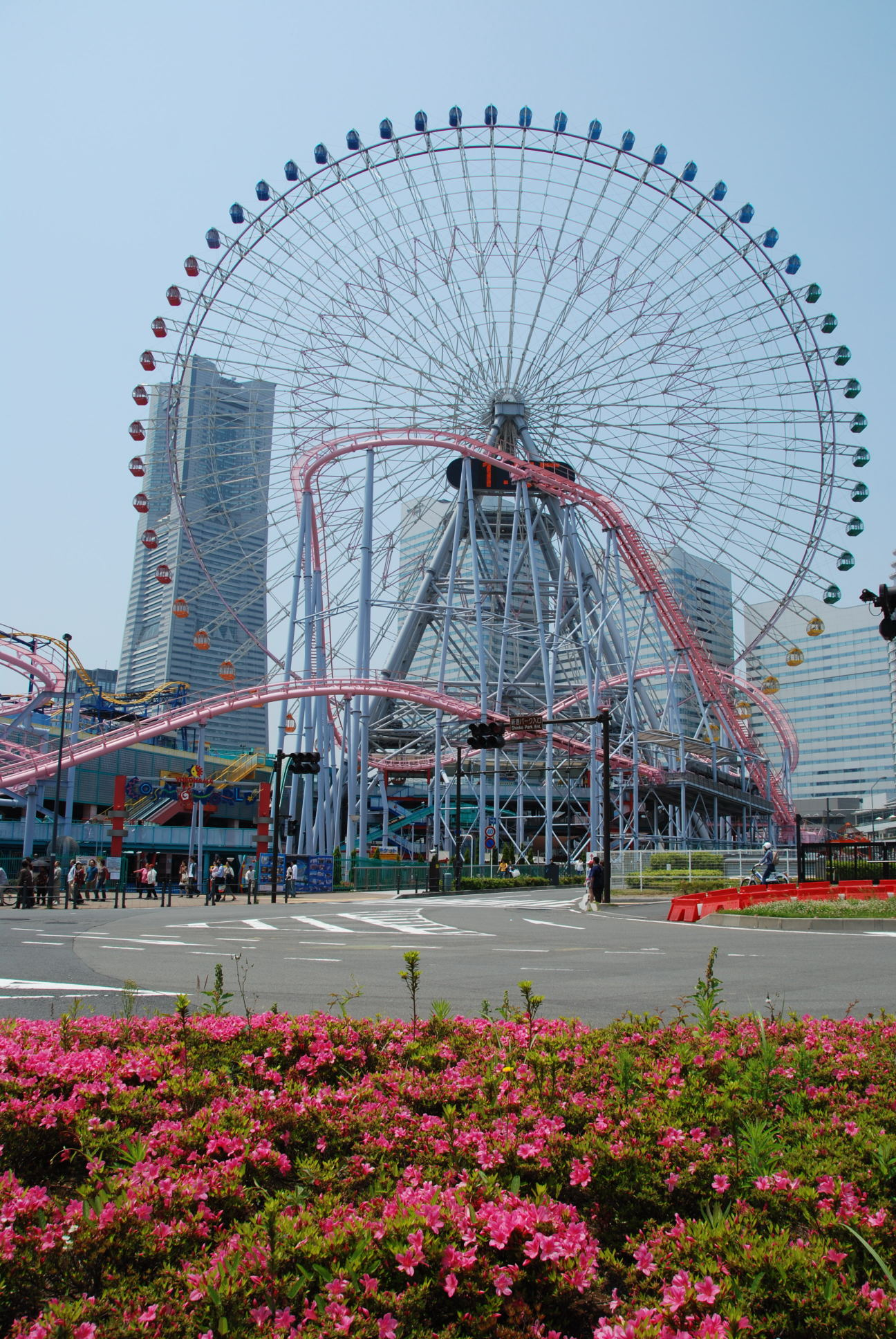
Cosmo Clock 21